# Мария Испанская
Мария Испанская (исп. María de Austria y Avis; 21 июня 1528, Мадрид — 26 февраля 1603[…], Дескальсас-Реалес) — испанская инфанта, императрица Священной Римской империи, жена императора Максимилиана II.

## Биография

### Ранние годы
Мария родилась в Мадриде, Испания, в семье Карла V, императора Священной Римской империи и короля Испании, и Изабеллы Португальской. Она выросла в основном между Толедо и Вальядолидом со своими братьями и сестрами, Филиппом и Джоанной. Они построили прочную семейную связь, несмотря на регулярные отсутствия отца. Мария и её брат Филипп разделяли схожие твердые личные взгляды и политику, которые они сохраняли до конца своей жизни.

### Взрослые годы
Старшая дочь императора Карла V и Изабеллы Португальской. В 1548 году вышла замуж за своего двоюродного брата Максимилиана. По просьбе отца Мария со своим мужем были регентами в Испании в его отсутствие. В 1552 году они вернулись в Вену. Необходимо отметить то, что Марии было неуютно в государстве, которое не было полностью католическим. Она окружила себя католиками, многие из которых приехали с ней из Испании. Среди них была её испанская фрейлина Маргарита де Кардона.
Мария оказывала на своих сыновей, будущих императоров Рудольфа и Маттиаса, большое влияние. Мария была ревностной католичкой и часто была не согласна со своим более толерантным мужем. После смерти мужа в 1576 году она вернулась в Испанию в 1582 году. После возвращения она сказала, что очень счастлива жить в стране, свободной от еретиков. С собой она взяла дочь Маргариту, которая рассматривалась, как будущая невеста короля Испании Филиппа II. Однако Маргарита отказалась от этого брака и ушла в монастырь. В Испании Мария оказала поддержку иезуитам. Она ушла в монастырь Дескальсас-Реалес, посвятила себя поддержке культуры и искусства.
В ходе португальского кризиса престолонаследия 1580 года была одной из претенденток на престол.
Оказывала поддержку католикам, обращалась к известным людям своего времени, включая своего брата Филиппа II, с просьбой финансирования данной поддержки. Оказывала влияние на борьбу за власть в Испании и на испанскую монархию. В 1603 году умерла в монастыре Дескальсас-Реалес, там она была и похоронена. Перед смертью она не исповедовалась.

## Семья и дети

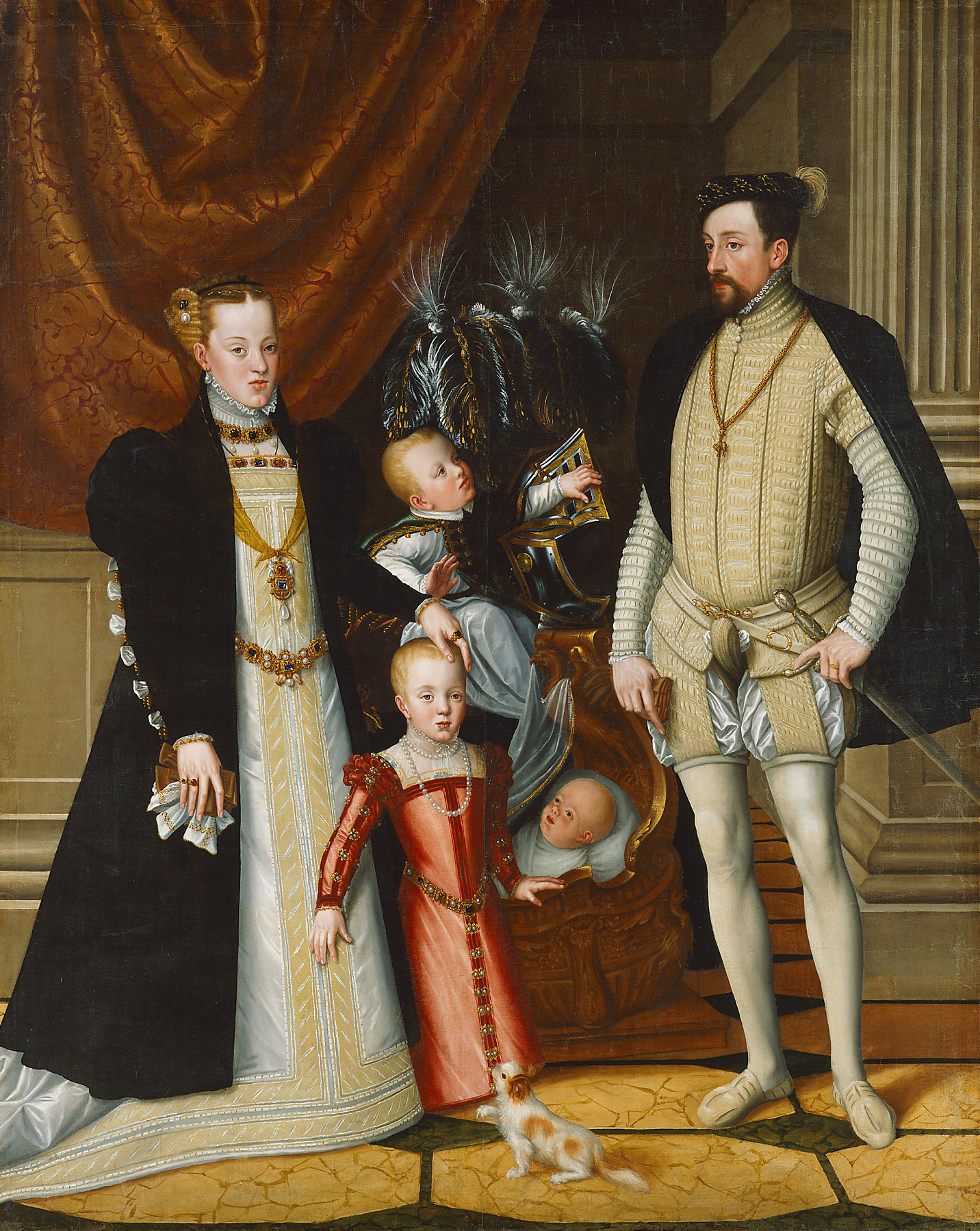
Император Максимилиан II с семьёй. Портрет работы Джузеппе Арчимбольдо, ок. 1553

Стоит отметить то, что Мария и её муж Максимилиан имели разный характер. Если у мужа он был беззаботный и открытый, то Мария была малодушной женщиной.
У Марии и Максимилиана было 16 детей:
1. Анна (1 ноября 1549 — 26 октября 1580) — четвёртая жена короля Испании Филиппа II, мать Филиппа III.
2. Фердинанд (28 марта 1551 — 25 июня 1552)
3. Рудольф II (18 июля 1552 — 20 января 1612) — император Священной Римской империи
4. Эрнст (15 июля 1553 — 12 февраля 1595) — эрцгерцог, штатгальтер Испанских Нидерландов
5. Елизавета (5 июня 1554 — 22 января 1592) — жена короля Франции Карла IX.
6. Мария (27 июля 1555 — 25 июня 1556)
7. Маттиас (24 февраля 1557 — 20 марта 1619) — император Священной Римской империи
8. мертворожденный сын (20 октября 1557)
9. Максимилиан III (12 октября 1558 — 2 ноября 1618) — эрцгерцог, великий магистр Тевтонского ордена и администратор Пруссии.
10. Альбрехт VII (15 ноября 1559 — 13 июля 1621) — эрцгерцог, штатгальтер Испанских Нидерландов, муж испанской инфанты Изабеллы Клары Евгении
11. Венцель (9 марта 1561 — 22 сентября 1578) — эрцгерцог, великий приор Ордена Святого Иоанна
12. Фридрих (21 июня 1562 — 16 января 1563).
13. Мария (19 февраля 1564 — 26 марта 1564)
14. Карл (26 сентября 1565 — 23 мая 1566)
15. Маргарита (25 января 1567 — 5 июля 1633) — монахиня
16. Элеонора (4 ноября 1568 — 12 марта 1580)